# Rosenrot
Rosenrot (tysk for farven rosenrød) er det tyske band Rammsteins femte studiealbum og blev udgivet d. 28. oktober i Tyskland. Der findes også en limited edition version med en bonus DVD.
Albummet indeholder seks sange som oprindeligt skulle have været med på Reise, Reise, men som blev udeladt af kunstneristiske årsager. De sidste fem sange er nye. Albummet skulle oprindeligt have heddet Reise, Reise Volume Two, men det blev i august 2005 ændret til Rosenrot.
Coverbilledet er næsten identisk med den japanske udgave af Reise, Reise. Det er et billede af isbryderen USS Atka.
Som altid synger bandet på tysk. Albummet bliver udgivet af Universal og Motor Music og produceret af Jacob Hellner.

## Numre
1. [03:46] Benzin (Benzin)
2. [03:50] Mann gegen Mann (Mand mod mand)
3. [03:54] Rosenrot (Rosenrød)
4. [05:24] Spring (Spring)
5. [03:55] Wo bist du? (Hvor er du?)
6. [04:05] Stirb nicht vor mir (Featuring Sharleen Spiteri) (Dø ikke før jeg gør)
7. [05:28] Zerstören (Ødelæg)
8. [04:43] Hilf mir (Hjælp mig)
9. [03:55] Te quiero puta! (spansk for Jeg elsker dig, luder!)
10. [05:17] Feuer & Wasser (Ild og vand)
11. [03:43] Ein Lied (En sang)

## Tilhørende singler

### Benzin
Benzin blev den første single fra Rammsteins femte album "Rosenrot", som blev udgivet i efteråret 2005.
Indeholder:
1. [03:47] Benzin
2. [05:05] Benzin – Combustion Remix by Meshuggah
3. [03:45] Benzin – Smallstars Remix by Ad Rock
4. [03:48] Benzin – Kerosinii Remix by Apocalyptica

### Rosenrot
Rosenrot udkommer den 16. december 2005 som 2. single fra albummet af samme navn.
1. [03:47] Rosenrot
2. [04:34] Rosenrot – The Tweaker Remix by Chris Vrenna
3. [04:45] Rosenrot – Northern Lite Remix by Northern Lite
4. [04:50] Rosenrot – 3AM at Cosy Remix by Jagz Kooner

### Mann gegen Mann
Mann gegen Mann bliver den tredje single fra dette album og udkommer d. 3. marts 2006. Singlen vil blandt andet indeholde et live-nummer fra den nye dvd, i form af "Ich will"
1. [03:51] Mann gegen Mann
2. [04:06] Mann gegen Mann – Popular Music Mix by Vince Clarke
3. [03:12] Mann gegen Mann – Musensohn Remix by Sven Helbig
4. [04:02] Ich will(video) Live at Festival de Nimes